# Irmgard Egger
Irmgard Egger (geboren 13. Juli 1953 in Wien; gestorben 30. Jänner 2015 in Wien) war eine österreichische Germanistin und Literaturwissenschafterin.

## Biographie
Irmgard Egger studierte an der Universität Wien Germanistik, Anglistik und Philosophie auf Lehramt. Sie promovierte 1986 bei Wendelin Schmidt-Dengler mit einer Arbeit über den Romanzyklus Lederstrumpf von James Fenimore Cooper. Nach einer Anstellung als Lehrerin im Gymnasium Rahlgasse habilitierte sie sich 2000 mit einer Arbeit zur Dialektik der Aufklärung in Goethes Romanen. Es folgten Forschungsaufenthalte in Pisa und Rom. Nach Gastdozenturen in Zürich und an der Humboldt-Universität Berlin wurde sie schließlich 2006 in Wien zur Universitätsdozentin und 2012 zur Universitätsprofessorin berufen.
Sie wurde am Baumgartner Friedhof bestattet.

## Interessensgebiete
Forschungsschwerpunkte Eggers waren die Weimarer Klassik, die deutsche Romantik, romantische Ästhetik, das literarische Motiv der Italienreise von Goethe bis Rolf Dieter Brinkmann, sowie das Verhältnis von Literatur zur Musik und zur bildenden Kunst.

## Werke
- Irmgard Egger: Lederstrumpf : ein deutsches Jugendbuch ; Untersuchung zu den Bedingungen und Strukturen literarischer Transformation Wien 1991, zugleich Dissertation 1986
- Irmgard Egger: Diätetik und Askese : zur Dialektik der Aufklärung in Goethes Romanen München 2001, zugleich Habilitation 2000
- Irmgard Egger: Italienische Reisen : Wahrnehmung und Literarisierung von Goethe bis Brinkmann München 2006